# 야마비코

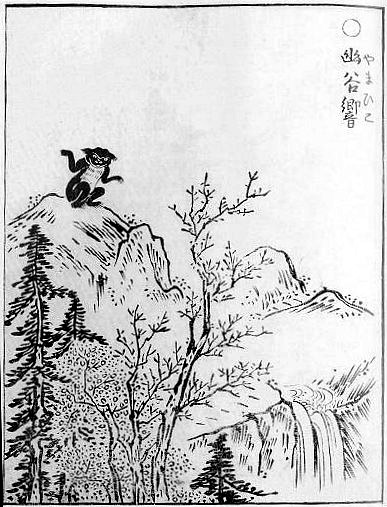
토리야마 세키엔의 《화도 백귀야행》에 실린 야마비코.

야마비코(일본어: 山彦, 幽谷響 산언, 유곡향[*])는 일본의 요괴이다. 산이나 계곡 경사면을 향해 소리질렀을 때 그것이 돌아오는 것, 즉 메아리 현상을 더러 야마비코가 사람 말을 따라하는 것이라고 설명했다. “야마비코”라는 말 자체가 메아리라는 뜻이다.

## 각지의 전승
돗토리현 돗토리시에는, 산중에 사는 요부코(일본어: 呼子) 혹은 요부코도리(일본어: 呼子鳥)라는 것이 있어서 메아리 소리를 낸다는 전승이 있다.
고치현 하타군 하시카미촌(현재의 주쿠모시)에는 밤낮을 불문하고 깊은 산속에서 돌연 무시무시한 소리가 들려오는 괴이현상이 있어서 그것을 야마히코(ヤマヒコ)라고 했다.
서일본에서 전해지는 요괴 야마와로, 『화한삼재도회』에 실린 요괴 야마코와 동일시되기도 했다. 또한 나무의 정령인 고다마가 메아리를 일으킨다는 전승과 결합되어서, 나무 속에 산다는 중국 요괴 팽후(인면견)와 야마비코를 동일시되기도 했다. 『백괴도권』, 『화도백귀야행』 등의 요괴화집에 멍청한 표정의 개처럼 그려진 야마비코는 사실 팽후를 모델로 한 것으로 생각된다.

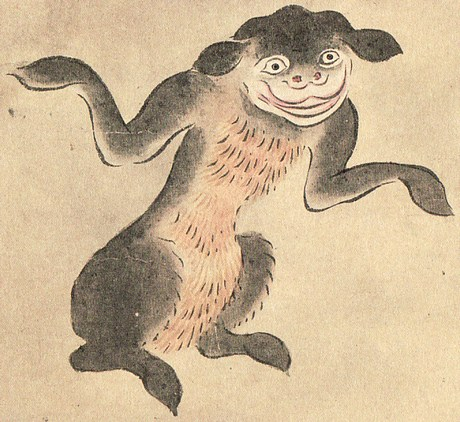
『백괴도권』의 야마비코.

상술한 바 돗토리 지방의 요부코도리는 이름부터 새(鳥)라고 하고, 그 밖에 나가노현 기타아즈미군의 코이와다케(小岩岳)에는 사람의 말을 돌려보내는 “메아리바외(일본어: 山彦岩 야마히코이와[*])”라는 바위가 있는 등, 메아리를 유발하는 요괴로서 야마비코의 기원과 종류는 일정하지 않다. 여러 지역에서 제각기 메아리 그 자체를 요괴라고 상상하고 그 이름을 “야마비코(메아리)”라고 부른 것이라고 보아야 할 것이다.